# Bagnalliella huachucae
Bagnalliella huachucae är en insektsart som beskrevs av Ian A. Hood 1927. Bagnalliella huachucae ingår i släktet Bagnalliella och familjen rörtripsar. Inga underarter finns listade i Catalogue of Life.